# Ulasia magica
Ulasia magica är en insektsart som beskrevs av Stsl 1863. Ulasia magica ingår i släktet Ulasia och familjen lyktstritar. Inga underarter finns listade i Catalogue of Life.